# バディ・ロバーツ
バディ・ロバーツ（Buddy "Jack" Roberts、本名：Dale Hey、1945年6月16日 -  2012年11月29日）は、アメリカ合衆国のプロレスラー。オクラホマ州デル・シティ出身。
タッグの名手として知られ、1970年代はハリウッド・ブロンズ、1980年代はファビュラス・フリーバーズなど、プロレス史に残る名タッグチームの一員となって活躍した。

## 来歴
カナダのブリティッシュコロンビア州バンクーバーで育ち、10代の頃はボディビルディングやベンチプレスなどのスポーツで活動していた。友人となったレッド・マクナルティ（後のイワン・コロフ）の紹介により、カルガリーのスタンピード・レスリングでの準備期間を経て、1965年にモントリオール地区にてデイル・ロバーツ（Dale Roberts）のリングネームでデビュー。
その後アメリカに戻り、AWAを経て出身地オクラホマのNWAトライステート地区に参戦。ビル・ワットのアイデアで髪をブロンドに染めてバディ・ロバーツ（Buddy Roberts）と改名し、1970年よりジェリー・ブラウンとのハリウッド・ブロンズ（The Hollywood Blonds）で活動。同年5月8日、トーナメントの決勝でワット&ダニー・ホッジを破りUSタッグ王座を獲得した。
以後、サー・オリバー・フンパーディンクをマネージャーに、モントリオール、フロリダ、ロサンゼルス、ミッドアトランティック、テネシーなどの激戦区を転戦。ロサンゼルスでは1975年1月24日にポークチョップ・キャッシュ&S・D・ジョーンズ、フロリダでは1976年9月7日にボブ・バックランド&スティーブ・カーン、ミッドアトランティックでは1977年1月17日にティム・ウッズ&ディノ・ブラボーなど、数々のチームを破り各地のタッグタイトルを奪取した。
この間、日本には「ブロンド・ボンバーズ」のチーム名で1971年10月に国際プロレスに初来日。残留参戦した11月末開幕のシリーズではラッシャー木村&サンダー杉山のIWA世界タッグ王座に連続挑戦している。1974年1月にも国際に来日し、木村&グレート草津の同タッグ王座に再挑戦した。1975年8月1日にはロサンゼルスに遠征してきたアントニオ猪木&坂口征二の北米タッグ王座に挑戦。この試合はノーコンテストの判定が下され、タイトルは空位となる。同月、雌雄を決するべく新日本プロレスに初参加。9月22日の王座決定戦で坂口&ストロング小林を破ってチャンピオン・チームとなったが、10日後の10月2日に猪木&坂口に奪回された。以降も新日本に度々来日し、1979年8月の最後の参戦では、8月31日に宮崎にて坂口&長州力の新王者チームに挑んでいる。
1978年はデイル・バレンタイン（Dale Valentine）をリングネームにジョニー・バレンタインの「弟」を名乗り、単身でテキサスの東部地区に登場。3月24日にはヒューストンでアル・マドリルを破りNWAテキサス・ヘビー級王座を獲得（2カ月後の5月28日にブルーザー・ブロディに奪取されている）。サンアントニオではタリー・ブランチャードを相手にサウスウエスト・ヘビー級王座を争った。
1979年にブラウンとのコンビを解消して、1980年より古巣NWAトライステートの後継団体MSWAに進出。ここでマイケル・ヘイズとテリー・ゴディのファビュラス・フリーバーズ（The Fabulous Freebirds）と邂逅し、同年6月9日にゴディと組んでバック・ロブレイ&ジャンクヤード・ドッグからミッドサウス・タッグ王座を奪取。その後、フリーバーズの3人目のメンバーとなり、若いヘイズとゴディを補佐するプレイング・マネージャーの役割を担った。
以降、フリッツ・フォン・エリックが主宰していたダラスのWCCWを中心に、AWAやUWFなどの主要団体で活躍。1984年8月には短期間ながらWWFにも出場した。WWF離脱後の10月には全日本プロレスに来日している。シングルでも、1986年1月6日にWCCWにてマーク・ヤングブラッドを、9月28日にはUWFにてテリー・テイラーをそれぞれ破り、各団体のTV王座を獲得した。
1988年に引退し、フリーバーズも一旦解散。その後1990年、ヘイズとジミー・ガービンによる第2期フリーバーズのマネージャーとしてWCWに登場したことがある。1996年に喉頭癌を患うが克服（WWE.comにヘビースモーカーだった彼の嫌煙メッセージが載せられている）。
晩年はシカゴに居住。2009年に入り、息子のバディ・ロバーツ・ジュニアがシカゴのインディー団体WCPWでデビューした。
2012年11月29日、67歳で死去。没後の2016年、ファビュラス・フリーバーズのメンバーとして、ヘイズ、ゴディ、ガービンと共にWWE殿堂に迎えられた。

## 獲得タイトル
新日本プロレス
- NWA北米タッグ王座（日本版）：1回（w / ジェリー・ブラウン）[9]

グランプリ・レスリング
- GPWタッグ王座：1回（w / ジェリー・ブラウン）[24]

NWAトライステート / MSWA / UWF
- NWA USタッグ王座（トライステート版）：5回（w / ジェリー・ブラウン）[5]
- ミッドサウス・タッグ王座：1回（w / テリー・ゴディ）[14]
- UWF世界TV王座：1回[18]

チャンピオンシップ・レスリング・フロム・フロリダ
- NWAフロリダ・タッグ王座：2回（w / ジェリー・ブラウン）[25]

NWAハリウッド・レスリング
- NWAアメリカス・タッグ王座：4回（w / ジェリー・ブラウン）[26]

ミッドアトランティック・チャンピオンシップ・レスリング
- NWAミッドアトランティック・タッグ王座：1回（w / ジェリー・ブラウン）[27]

NWAミッドアメリカ
- NWA南部タッグ王座（ミッドアメリカ版）：3回（w / ジェリー・ブラウン）[28]

サウスウエスト・チャンピオンシップ・レスリング　
- SCWサウスウエスト・ヘビー級王座：1回[13]
- SCWサウスウエストTV王座：2回

NWAビッグタイム・レスリング / WCCW
- NWAテキサス・ヘビー級王座：1回[12]
- NWA世界6人タッグ王座（テキサス版）：5回（w / マイケル・ヘイズ&テリー・ゴディ）[29]
- WCCW TV王座：1回[17]
- WCWA世界6人タッグ王座：1回（w / テリー・ゴディ&アイスマン・パーソンズ）[29]

ワールド・レスリング・エンターテインメント
- WWE殿堂：2016年度（w / マイケル・ヘイズ、テリー・ゴディ、ジミー・ガービン）[23]